# Columbiana (Ohio)
Columbiana város az USA Ohio államában, Columbiana és Mahoning megyében. Lakosainak száma 6559 fő (2020. április 1.).

## Népesség
A település népességének változása:
| Lakosok száma | 1174 | 5635 | 6384 | 6559 |
|               | 1860 | 2000 | 2010 | 2020 |